# Porta Ticinese
Porta Ticinese (Porta Cicca  in dialetto milanese, dallo spagnolo chica, piccola), denominata Porta Marengo in epoca napoleonica, è una delle sei porte principali di Milano, ricavata lungo i bastioni spagnoli, oggi demoliti. Posta a sud della città, si apriva lungo la strada per Pavia. Caratterizzata oggi dalla presenza della porta neoclassica del Cagnola (1802-1814) e degli annessi caselli daziari, sorge al centro di piazza XXIV Maggio, allo sbocco di corso di Porta Ticinese.
In passato porta Ticinese identificava inoltre uno dei sei sestieri storici in cui era divisa la città, il Sestiere di Porta Ticinese.

## Storia

### La porta spagnola (XVI secolo)
La porta Ticinese attuale che si apre nei bastioni di Milano sorse sullo stesso asse viario (oggi corso di Porta Ticinese) su cui erano sorte in precedenza le omonime porte di epoca romana (sul tracciato delle mura romane) e di epoca medievale (sul tracciato delle mura medievali di Milano).

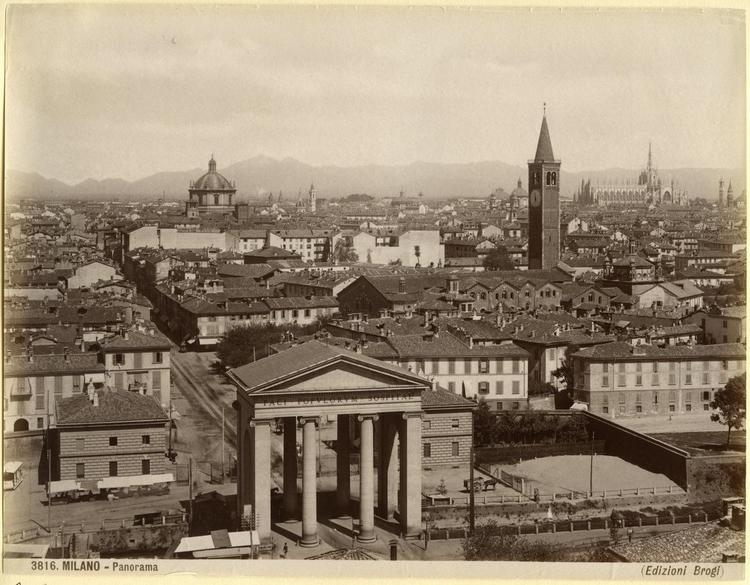
Antica veduta di Porta Ticinese (metà del XIX secolo). Il corso d'acqua che si vede sottopassare la porta è il Cavo Ticinello, non ancora coperto, che esce dalla Darsena di Porta Ticinese dirigendosi a est

### Il rifacimento del Cagnola (1802-1814)
La porta fu progettata da Luigi Cagnola in stile neoclassico e costruita fra il 1802 e il 1814. Nel 1815, al termine delle guerre napoleoniche, vi fu posta l'iscrizione latina «paci populorum sospitae» («alla pace liberatrice dei popoli»). La porta venne posta a cavallo del fossato scolmatore della Darsena del Naviglio Grande, esternamente al tracciato delle mura spagnole, per costringere al pagamento del dazio chi entrava in città.
Risalendo verso il centro cittadino attraverso corso di porta Ticinese, si incontrano l'omonima porta medievale, le colonne di San Lorenzo e si giunge al Carrobbio dove sorgeva quella romana che immetteva nella via Ticinensis, la strada per Pavia. Tradizionalmente nella cultura popolare milanese è nota anche come porta Cicca, dallo spagnolo chica, ossia "piccola".
Presso la porta si erge la Quercia Rossa, classificata fra gli Alberi monumentali della Lombardia, risalente alla fine dell'Ottocento e piantata il 24 maggio 1924 per ricordare i soldati deceduti nella Grande Guerra. Un cippo in ferro battuto recita la seguente dedica: «Ai caduti per la patria del rione Ticinese-Lodovica», firmato la Società Alpina milanese.